# Pittore degli Inferi
Pittore degli Inferi (fl. 330 – 310 a.C.) è il nome convenzionale assegnato a un importante ceramografo apulo..

## Attività
Il nome assegnatogli proviene dalle sue frequenti rappresentazioni dell'"al di là" come il cratere a volute della Staatliche Antikensammlung di Monaco che mostra Ade e Persefone nella loro dimora negli inferi. Il Pittore degli Inferi succedette al Pittore di Dario, nella cui grande officina (probabilmente a Taras) fu formato e poté lavorare a fianco di altri importanti artigiani.
L'influenza del maestro è sensibile in tre grandi lekythoi (alti circa 95 cm) che raffigurano scene di rapimenti: Persefone rapita da Ade, Cefalo rapito da Eos e Castore e Polluce che rapiscono le figlie di Leucippo. Nei primi due vasi il ceramografo risulta piuttosto libero nella raffigurazione, distribuendo le figure su diverse fasce separate da fregi a viticci. Il terzo vaso rappresenta un soggetto unico nella pittura vascolare: Castore e Polluce che combattono contro i figli di Afereo.
Ha rappresentato più frequentemente scene ispirate dalle tragedie classiche di Euripide, e temi mitologici.  Per quanto vicino del Pittore di Dario il Pittore degli Inferi ci offre un repertorio meno originale pur rappresentando alcune storie raramente mostrate come il mito di Melanippe racontato in due tragedie di Euripide e l'episodio dei Dioscuri già riferito.
Sono apprezzabili anche alcuni suoi crateri nella Antikensammlung Berlin: il cratere della Gigantomachia, il cratere dei Priamidi e il cratere di Persefone.
Questo ceramografo tese ad appesantire la decorazione e, a volte difettava nella rappresentazione dei volti, tanto da conferirvi un'espressione scostante. Era invece abile nel definire la muscolatura degli uomini – in un modo che rammenta la scultura ellenistica – anche se talvolta dipinse gambe piuttosto esili. Era uso curare particolarmente alcuni dettagli disegnando con cura i capelli e il panneggio delle vesti.
I suoi primi lavori hanno influenzato alcuni artisti successivi come il Pittore del Louvre MNB 1148.
L'opera tarda attribuita all'artista, ad una osservazione critica, mostra una rapida decadenza in abilità e qualità. Questo fa supporre che si sia di fronte invece ad opere di bottega.